# Webera lacouturei
Webera lacouturei là một loài rêu trong họ Bryaceae. Loài này được Thér. mô tả khoa học đầu tiên năm 1922.